# Hairy tree
Hairy Tree (Arbre chevelu) est le nom sous lequel était autrefois connu le bourg de Girvan (South Ayrshire, Écosse). Celui-ci était en effet célèbre pour la présence de cet arbre qui, d'après la légende, avait été planté par l'aînée des filles de Sawney Bean. Cette dernière,  après l'arrestation de sa famille, avait été jugée et condamnée à la pendaison. Elle fut alors pendue à une branche de son arbre.

## Légende
Il est dit que l'on peut toujours entendre le son d'un corps pendu lorsque l'on se tient sous le Hairy Tree. Sa localisation reste inconnue. 